# Promontorium Agarum
Il Promontorium Agarum è una struttura geologica della superficie della Luna.